# Megacrania nigrosulfurea
Megacrania nigrosulfurea är en insektsart som beskrevs av Ludwig Redtenbacher 1908. Megacrania nigrosulfurea ingår i släktet Megacrania och familjen Phasmatidae. Inga underarter finns listade i Catalogue of Life.